# José Aldo
José Aldo da Silva Oliveira Junior (Manaus, 9 september 1986) is een Braziliaans voormalig MMA-vechter. Hij was van september 2010 tot december 2015 en van november 2016 tot juni 2017 wereldkampioen vedergewicht (tot 66 kilo) bij de UFC.
Aldo werd in november 2009 wereldkampioen vedergewicht (tot 66 kilo) bij World Extreme Cagefighting en de eerste wereldkampioen in deze gewichtsklasse bij de UFC na de samensmelting van deze organisaties in november 2010. Hij bleef titelhouder tot 12 december 2015, toen hij verloor van Conor McGregor en er voor Aldo een einde kwam aan een ongeslagen periode van ruim 9,5 jaar. Hij kreeg zijn titel in november 2016 terug doordat McGregor het vedergewicht verliet, maar verloor die in juni 2017 vervolgens aan Max Holloway.

## Carrière
Aldo was in zijn jeugd oorspronkelijk een fanatiek voetballer. Vanwege ruzies op straat ging hij capoeira beoefenen. Na een proeftraining in Braziliaans jiujitsu schakelde hij hier naar over. In het 'BJJ' legde hij de basis voor een latere carrière in MMA. Aldo vocht in augustus 2004 zijn eerste partij in de deze tak van sport. Die dag gaf hij Mario Bigola na achttien seconden in de eerste ronde een schop tegen het hoofd en won daarmee door middel van knock-out (KO).
Aldo vocht de eerste elf partijen van zijn carrière binnen een aantal kleinere bonden en won tien keer. Alleen Luciano Azevedo was hem in november 2005 de baas, door middel van een verwurging (rear-naked choke). Aldo debuteerde in juni 2008 vervolgens onder de vlag van World Extreme Cagefighting. Hij versloeg zijn eerste zes tegenstanders bij deze bond allemaal middels knock-out of technisch knock-out (TKO). Tijdens het laatste gevecht in deze serie onttroonde hij na 1.20 minuten in de tweede ronde Mike Brown als vedergewichtkampioen van de WEC. Aldo verdedigde zijn WEC-titel daarna twee keer met succes, tegen achtereenvolgens Urijah Faber (unanieme jurybeslissing) en Manvel Gamburyan (KO). Faber was in april 2010 de eerste die Aldo dwong vijf volledige ronden van vijf minuten uit te vechten.
De WEC en haar vechters gingen in oktober 2010 op in de UFC, dat Aldo automatisch als eerste UFC-kampioen in het vedergewicht installeerde. Onder de vlag van deze bond verdedigde de Braziliaan zijn titel nog zeven keer, tegen achtereenvolgens Mark Hominick, Kenny Florian (allebei middels unanieme jurybeslissing), Chad Mendes (KO), Frankie Edgar (unanieme jurybeslissing), Chan Sung Jung (TKO), Ricardo Lamas en nogmaals Mendes (allebei middels unanieme jurybeslissing). Op 12 december 2015 sloeg Conor McGregor Aldo na dertien seconden knock-out, zijn tweede nederlaag in zijn carrière. Daarmee kwam er een einde aan zijn ongeslagen periode van ruim 9,5 jaar en verloor hij zijn titel.
Aldo keerde in juli 2016 terug in het strijdperk voor een tweede gevecht tegen Edgar, tegen wie hij net als ruim drie jaar eerder vijf ronden moest volmaken. Hij won ook hun tweede ontmoeting middels unanieme jurybeslissing. Deze keer verdiende hij daarmee een interim-titel. Die werd op 26 november 2016 omgezet in de algehele UFC-titel in het vedergewicht nadat McGregor hier afstand van deed. McGregor won twee weken daarvoor ook de UFC-titel in het lichtgewicht en moest van de organisatie een van zijn titels opgeven. Aldo wist zijn titel deze keer niet te verdedigen. Max Holloway sloeg hem in juni 2017 in de derde ronde van hun gevecht TKO. Holloway zou op 2 december 2017 zijn titel verdedigen tegen Edgar, maar die zegde geblesseerd af. Aldo benutte daarop de kans om een directe rematch aan te gaan. Hij legde het opnieuw af tegen Holloway, wederom via een TKO vlak voor het einde van de derde ronde. Aldo keerde in juli 2018 terug in het strijdperk met een overwinning op Jeremy Stephens. Hij sloeg de Amerikaan in de eerste ronde van hun partij TKO door hem na een leverstoot zodanig te bewerken met stoten dat de scheidsrechter het gevecht beëindigde. In zijn volgende partij sloeg Aldo ook Renato Carneiro technisch knock-out, nu in de tweede ronde. Alexander Volkanovski bracht hem in mei 2019 de vijfde nederlaag in zijn carrière toe (unanieme jurybeslissing). Hij verloor in december 2019 vervolgens ook van Marlon Moraes (split decision), tijdens zijn debuut in het bantamgewicht (tot 61 kilo).